# Acanthastrea subechinata
Acanthastrea subechinata är en korallart som beskrevs av Veron 2002. Acanthastrea subechinata ingår i släktet Acanthastrea och familjen Mussidae. IUCN kategoriserar arten globalt som nära hotad. Inga underarter finns listade i Catalogue of Life.